# H5 (Animationsstudio)
H5 ist ein französisches Grafik- und Animationsstudio, das 1996 von Ludovic Houplain und Antoine Bardou-Jacquet gegründet wurde. H5 produzierte eine Vielzahl von Musikvideos, Werbespots und Animationen für Kunstausstellungen. Der erste von der Firma produzierte Kurzfilm, Logorama, gewann 2010 den Oscar als Bester animierter Kurzfilm, ein Jahr später den César in der gleichen Kategorie.

## Weblink
- Offizielle Homepage